# A Twist in the Myth
Albums de Blind Guardian
A Night at the Opera
(2002) At the Edge of Time
(2010)
A Twist in the Myth est le huitième album du groupe de power metal allemand Blind Guardian sorti le 1er septembre 2006. C'est leur premier album après le départ du batteur Thomen Stauch, le nouveau batteur étant Frederik Ehmke.

## Liste des titres
1. This Will Never End (5:07)
2. Otherland (5:15)
3. Turn the Page (4:18)
4. Fly (5:45)
5. Carry the Blessed home (4:04)
6. Another Stranger Me (4:37)
7. Straight Through The Mirror (5:50)
8. Lionheart (4:17)
9. Skalds And Shadows (3:13)
10. The Edge (4:29)
11. The New Order (4:53)
12. Dead Sound Of Misery (5:20) [Bonus Track]

La version Digipak comporte un CD complémentaire comprenant une interview en allemand et une en anglais ainsi que le clip de Another Stranger Me et son making of.